# Styk ochronny
Styk ochronny – w łącznikach wtykowych styk służący do uziemienia lub zerowania przyłączonych do gniazd odbiorników.
Styk ten ma zastosowanie w łączeniu urządzeń I klasy ochronności oraz w pomieszczeniach lub obiektach, w których wymagane są środki ochronny przeciwporażeniowej dodatkowej (ochrona przed dotykiem pośrednim). Styki ochronne łączników wtykowych wykonane są podobnie jak styki prądowe (robocze). Mają zazwyczaj przekrój kołowy i wykonane są z mosiądzu. Styki ochronne różni od styków prądowych szerszy przekrój i ich długość. Gniazda i wtyczki są tak skonstruowane, żeby podczas łączenia najpierw nastąpiło połączenie styków ochronnych a potem prądowych. Przy rozłączaniu następuje najpierw rozłączenie styków prądowych a później ochronnych..